# Валиева, Сабина Равильевна
Сабина Равильевна Валиева (род. 28 сентября 1989, Куйбышев, РСФСР, СССР) — российская футбольная судья, международный арбитр ФИФА с 2014 года. Судья чемпионата России по футболу среди женщин. Дочь футбольного судьи Равиля Валиева.

## Биография
Родилась 28 сентября 1989 года в Куйбышеве. Отец — Равиль Валиев, футболист «Крыльев Советов», позже ставший футбольным арбитром; благодаря перелётам с отцом посетила много стран (в том числе США). Мать работает в сфере торговли, занимается одеждой. Бабушка по материнской линии, по словам Сабины, регулярно приглашается на никах и по другим случаям в качестве абыстай. Сабина окончила Самарскую академию государственного и муниципального управления имени Григория Лиманского (специальность «Управление персоналом»). Около полугода ходила на занятия по тайскому боксу.
В футбол пришла в возрасте 13-14 лет, когда набирали женскую команду клуба ЦСК ВВС, и начинала играть на позиции вратаря (тренер — Разия Нуркенова). По собственным словам, Сабина была в то время «пухленькой», что и стало одной из причин занятия ею места в воротах. На первых соревнованиях в Калуге по мини-футболу она стала серебряным призёром. В 2006 году в составе клуба ЦСК ВВС выиграла кубок МФС «Приволжье», а также вышла в финал первенства МФС «Приволжье». Всего отыграла 4 года до поступления в вуз, где заниматься футболом уже было невозможно. По совету отца прошла курсы арбитров, сдав экзамены, и стала судить матчи первенства Самары (первая игра прошла на стадионе «Салют»). Через два года она была приглашена на Всероссийский юношеский турнир в Иваново, а затем получила приглашение на Всероссийские сборы арбитров-девушек.
Сабина является арбитром ФИФА с 2014 года, судит матчи Высшей лиги чемпионата России и Кубка России, а также имеет право судить игры молодёжного первенства России, РПЛ среди юношей и международные матчи (матчи Лиги чемпионов и матчи сборных в рамках отборочных турниров к чемпионатам мира и Европы). По собственным словам, посетила около 40 стран к 2020 году. В 2018 году была резервным арбитром на матче женских сборных России и Англии.
Согласно интервью 2019 года, Сабина провела в футболе 17 лет, а судьёй проработала 13 лет. Проживает в Москве. Появлялась на телевидении в программах «Сто к одному», «Своя игра», «Мужское / Женское» и «Слабое звено». Также проработала некоторое время администратором в самарском торговом центре «Мега», однако в 2020 году заявила, что более не совмещает судейство с какой-либо работой; также была сотрудницей одной из детских футбольных команд.